# Hôtel de Peyre
Vous pouvez aider à l'améliorer ou bien discuter des problèmes sur sa page de discussion.
- Il ne cite pas suffisamment ses sources. Vous pouvez indiquer les passages à sourcer avec {{référence nécessaire}} ou {{Référence souhaitée}}, et inclure les références utiles en les liant aux notes de bas de page. (Marqué depuis mars 2024)
- Son contenu est rédigé entièrement ou presque à partir d'une seule source. N'hésitez pas à modifier cet article pour améliorer sa vérifiabilité en apportant de nouvelles références dans des notes de bas de page. (Marqué depuis mars 2024)
- Certaines informations devraient être mieux reliées aux sources mentionnées dans la bibliographie ou les liens externes. Améliorez sa vérifiabilité en les associant par des références. (Marqué depuis mars 2024)
- Il ne s’appuie pas, ou pas assez, sur des sources secondaires ou tertiaires. (Marqué depuis mars 2024)

- Archive Wikiwix
- Bing
- Cairn
- DuckDuckGo
- E. Universalis
- Gallica
- Google
- G. Books
- G. News
- G. Scholar
- Persée
- Qwant
- (zh) Baidu
- (ru) Yandex
- (wd) trouver des œuvres sur Wikidata

L’hôtel de Peyre est un ancien hôtel particulier situé au no 2, rue du Château à Pau, dans le département français des Pyrénées-Atlantiques, en région Nouvelle-Aquitaine.
Situé dans le quartier du château, il est édifié à l'initiative de la famille de Peyre, qui y résida jusqu'en 1920. C’est aujourd'hui une propriété privée et son vestibule est ouvert à la visite toute l'année.

## Histoire
L'hôtel de Peyre est l'un des plus anciens bâtiments de la ville et l'on doit son édification à la famille de Peyre.
L'époque du début de sa construction reste assez floue ; le pavillon central, partie la plus ancienne, daterait du XVIe siècle. Les deux pavillons de chaque côté auraient été ajoutés plus tardivement, autour du début du XVIIe siècle.
La façade de l'édifice est largement remaniée au cours du XXe siècle : au premier étage, les meneaux et les fenêtres à petits carreaux sont supprimés au profit de fenêtres plus modernes, et le rez-de-chaussée est dès lors occupé par deux commerces.
Alexandre Dumas se serait inspiré de l'héritage historique de la famille de Peyre pour créer ses personnages des Trois Mousquetaires.
L'hôtel est resté dans la même famille en se transmettant par les femmes à partir de 1802 et probablement jusque dans les années 1920, date à laquelle il est transformé en appartements. À cette occasion, de nombreux décors d'époque ont totalement disparu (des boiseries, des tapisseries et diverses décorations), pour la plupart remplacés par des éléments plus au goût de cette époque.
De rares éléments ont été conservés dans leur état d'origine : l'entrée de l'hôtel et sa grande porte en bois clouté, munie de son heurtoir à la forme particulière de basset censé porter bonheur, un magnifique sol en galets du gave "en noyaux de pêches" et un grand escalier d'honneur en pierre de taille à double volée, typique de la fin Renaissance.

## Description
Le bâtiment, sur quatre niveaux, se compose d'un pavillon central à une travée coiffé d'une toiture à l'Impériale, partie la plus ancienne datant du XVIe siècle auquel viennent se greffer deux pavillons de formes inégales, l'un, à gauche, de deux travées et l'autre, à droite, d'une travée.
L'entrée sur la rue est desservie par une porte cochère en bois munie de clous et d'un heurtoir en forme de basset ; elle s'ouvre sur un vaste vestibule dont le sol est recouvert de galets du gave "en noyaux de pêche". Ce vestibule desservait à l'époque une cuisine et une salle de gardes sur la gauche, une sellerie et un grenier à foin sur la droite.
Une seconde porte cochère donne accès à la cour intérieure où se trouvaient les écuries. De ce vestibule, part également un monumental escalier droit à double volée desservant les étages.

## Aujourd'hui
Le bâtiment conserve encore aujourd'hui son usage d'habitation, à l'exception du rez-de-chaussée qui, au début du XXe siècle, accueillait deux commerces.
Les anciennes cuisines et salle de gardes forment aujourd'hui une librairie, et l'ancien grenier à foin est devenu une boutique de souvenirs.
Le reste de l'hôtel a été transformé en appartements au cours des années 1920 et est devenu une propriété privée, qui laisse cependant le public accéder au vestibule librement pendant la journée.

## Galerie

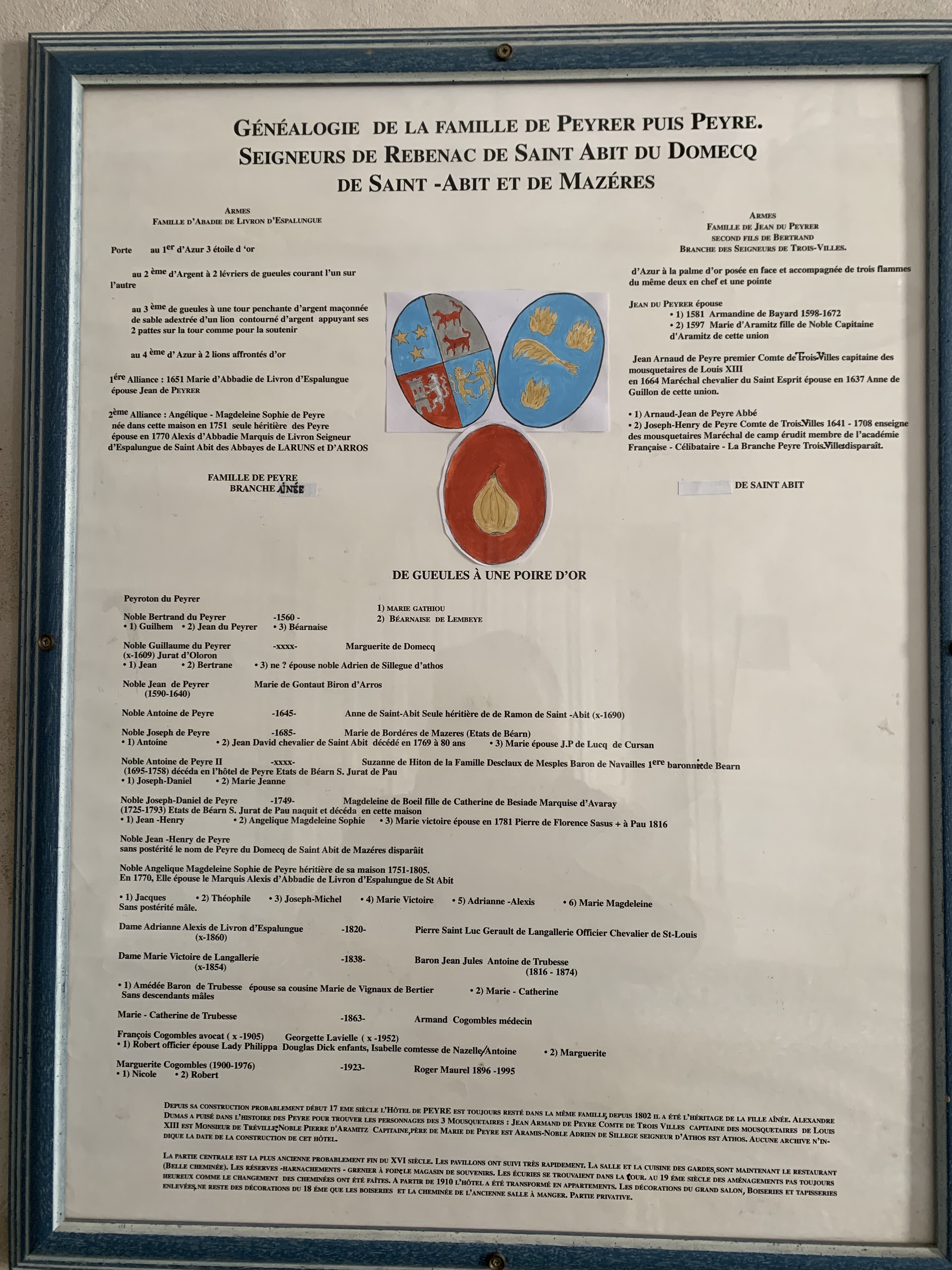
Généalogie de la Famille de Peyre
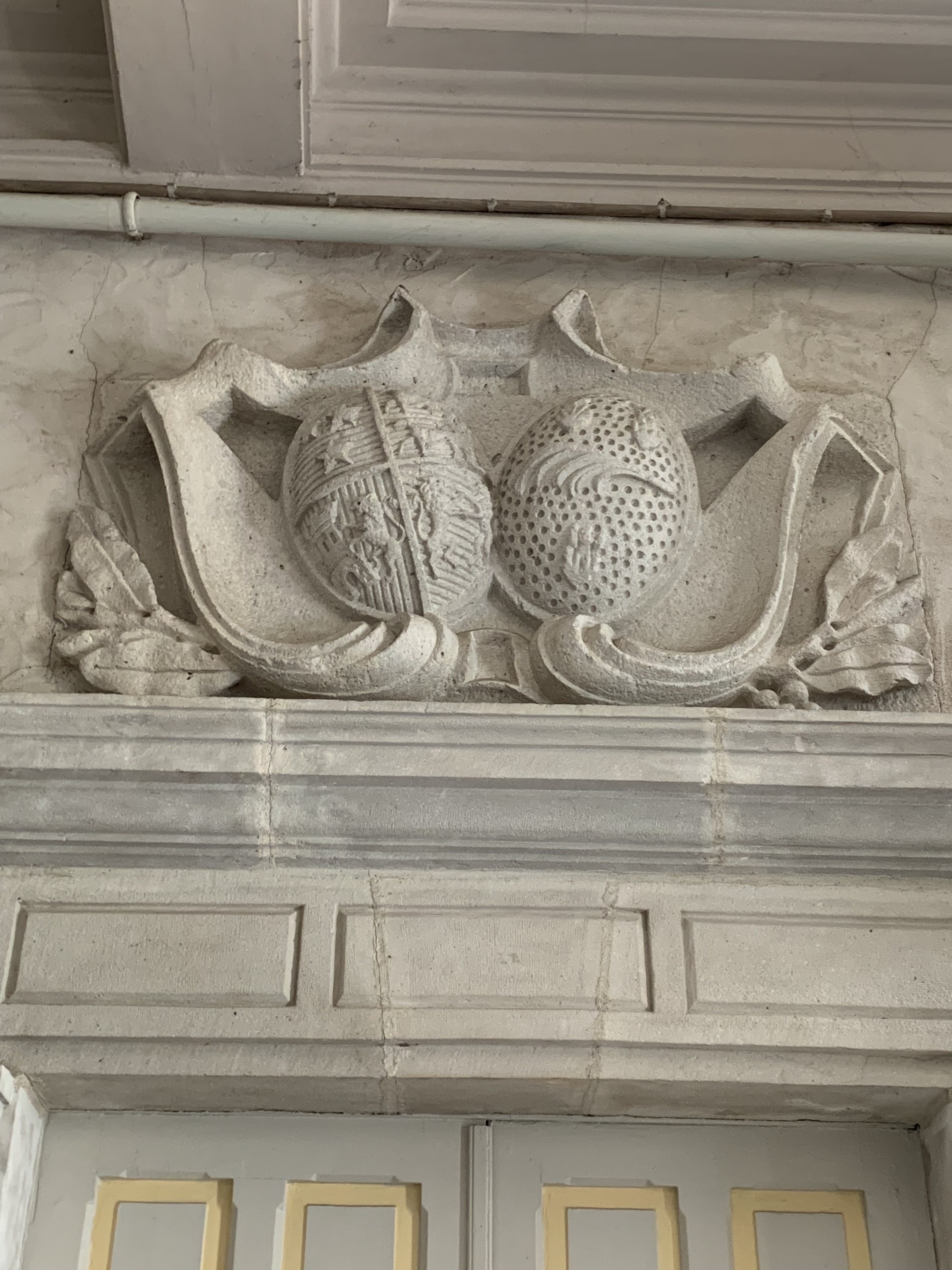
Blason de la Famille de Peyre
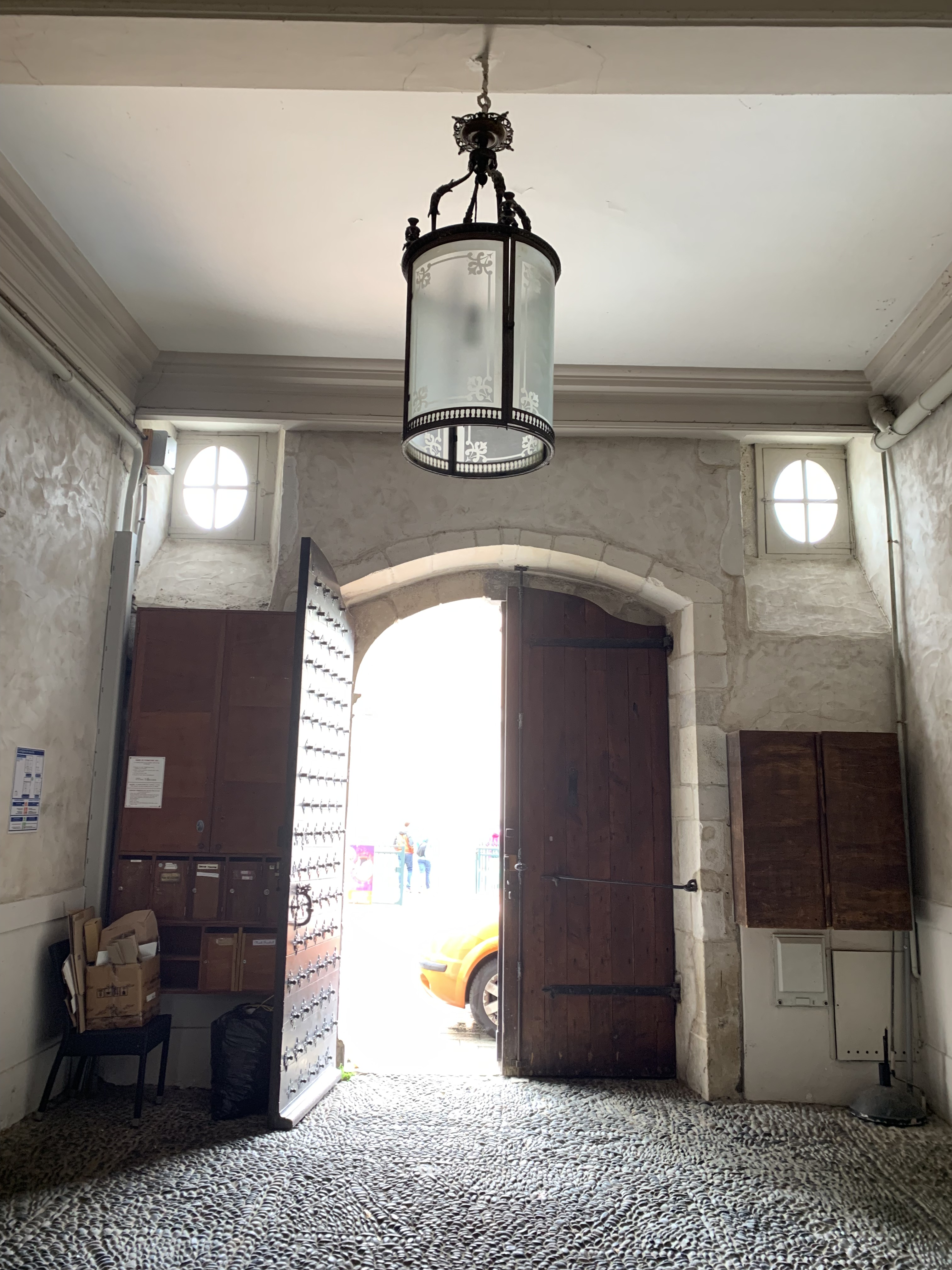
Vestibule de l'Hôtel de Peyre
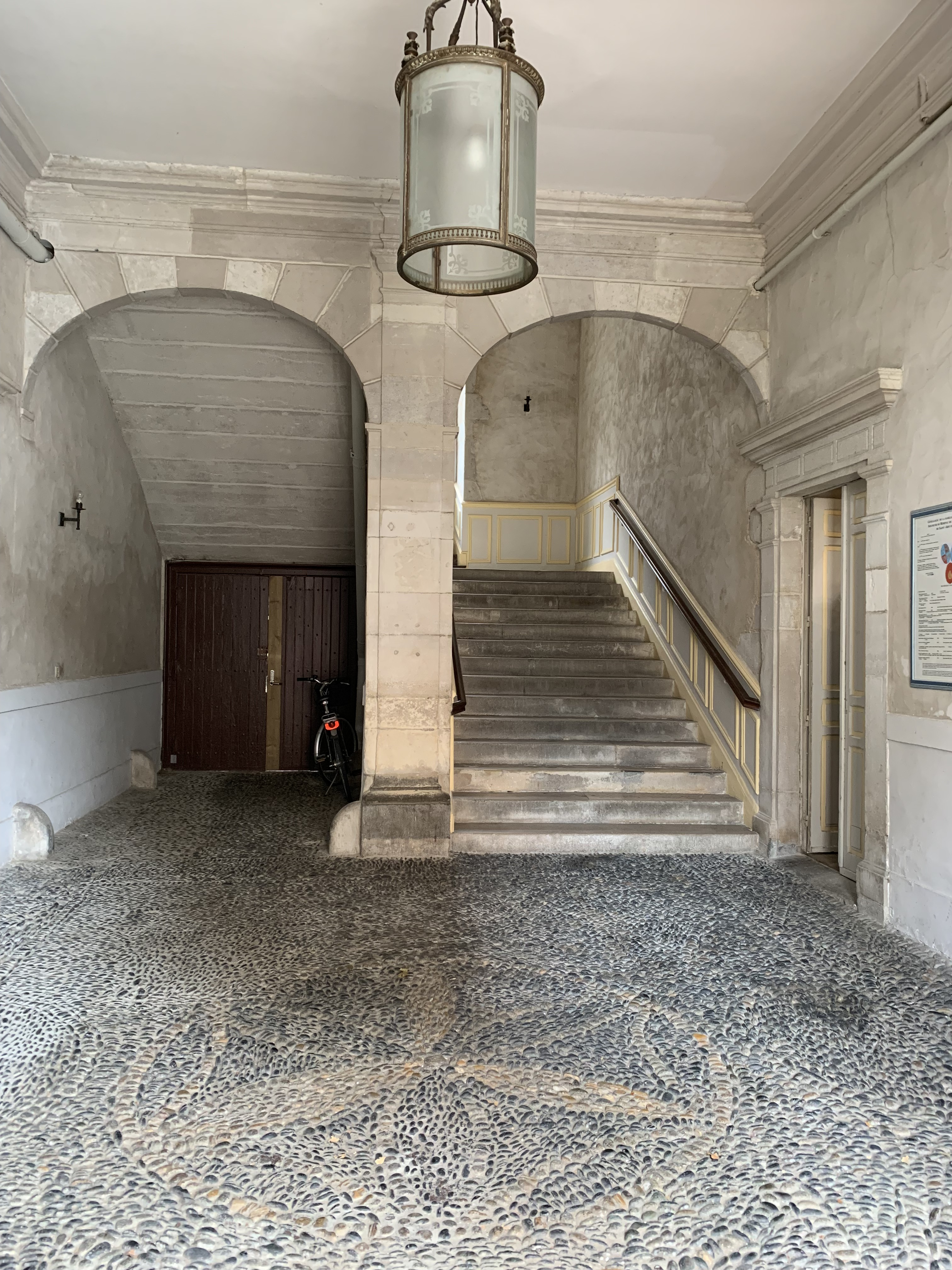
Vestibule de l'Hôtel de Peyre

## Protection
L'hôtel est inscrit aux monuments historiques pour ses façades et toitures, son vestibule avec son sol et son escalier, par arrêté du 2 juillet 1987.